# Тейсінтай

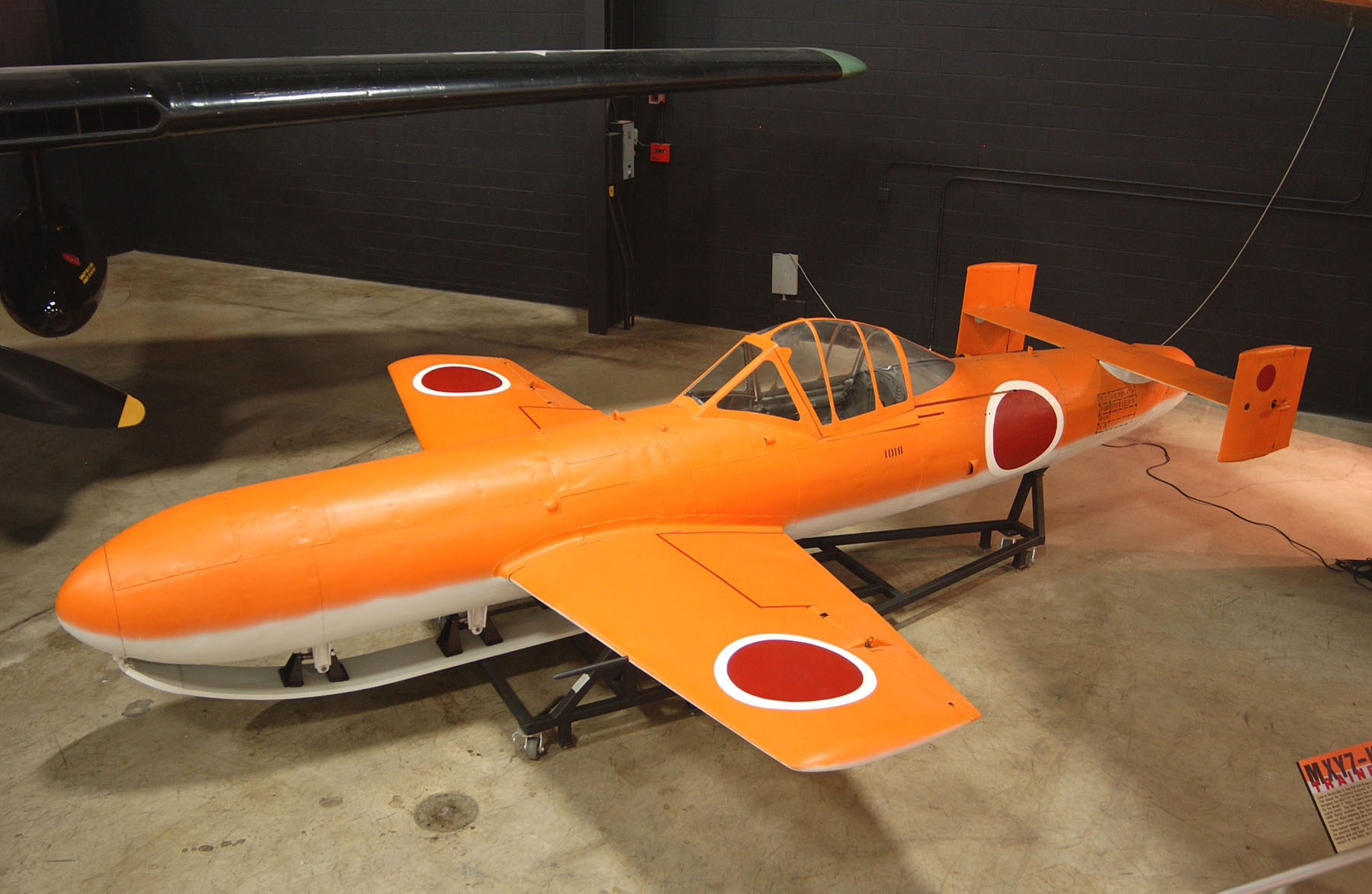
Yokosuka MXY7 Ohka

Тейсінтай (яп. 挺身隊 «добровольчі загони») добровольці-смертники військ Японської імперії на завершальному етапі Другої світової війни. Їхньою особливою цнотою була самопожертва заради знищення значних сил переважального ворога.

## Історія
Моральною основою для тейсінтай був середньовічний кодекс честі самураїв Бусідо, що вимагав безумовного виконання наказів заради своєї країни, імператора. Зверхнє ставлення до смерті заради високих ідеалів робило загиблих тейсінтай героями, що прирівнювались до святих покровителів Японії, а їхні родичі ставали шанованими особами.
Тейсінтай застосовувались у різних видах збройних сил, причому декотрі з них застосовувались одночасно різними видами ЗС:
- Імперський флот Японії для знищення ворожих кораблів
- Пілоти-смертники камікадзе"
- Стернові-смертники торпед Кайтен
- Стернові-смертники підводних човнів Кайру
- Стернові-смертники моторних човнів Сін'йо
- Водолази-смертники фукурю
- Імперська армія Японії для знищення живої сили і техніки
- Пілоти-смертники камікадзе
- Парашутисти-смертники для атаки ворожих аеродромів бомбам і вогнеметами
- Піхотинці-смертники для знищення техніки, офіцерів. У Квантунській армії діяла окрема бригада тейсінтай, у дивізіях були батальйони тейсінтай.

Пілоти камікадзе використовували спеціальні літаки Yokosuka MXY7 Ohka, Yokosuka D4Y, Mitsubishi A6M Zero, Nakajima Ki-43.